# 黃少華
黃少華（英文名：George Huang，1949年2月16日—），出生於台灣，臺灣企業家，宏碁共同創辦人，曾任宏碁電腦董事長、元碁公司董事長、台灣固網副董事長。

## 生平
1971年，黃少華畢業於國立交通大學電機工程系。1976年，與施振榮等人共同成立宏碁。
1992至1995年，黃少華外派至美國，當時美國正興起網際網路的熱潮。回國後，黃少華在宏碁集團內不斷強調網際網路的重要性，但沒有得到共鳴。1996年，黃少華設立了元碁資訊，是宏碁集團第一個以網際網路為主的子公司。2000年，成立宏網數位服務集團，整合宏碁網際網路相關的投資與事業。
2013年11月，在施振榮與黃少華的推動下，宏碁集團中又設立兩個次集團－宏碁智融、宏碁聯網科技，主導軟體、網路兩大版圖的經營及投資。
2014年5月8日，因時任董事長王振堂請辭，施振榮向宏碁董事會提名黃少華為新任董事長；6月18日，宏碁董事會通過任命。
2017年6月21日，宏碁召開股東會，黃少華宣布退休，總經理陳俊聖接任。

## 腳注
1. ↑  康文柔. . 中國時報. 2014-06-18  [2014-06-18]. （原始内容存档于2020-12-05）.
2. ↑  .   [2017-10-06]. （原始内容存档于2019-09-14）.